# Chris Pine

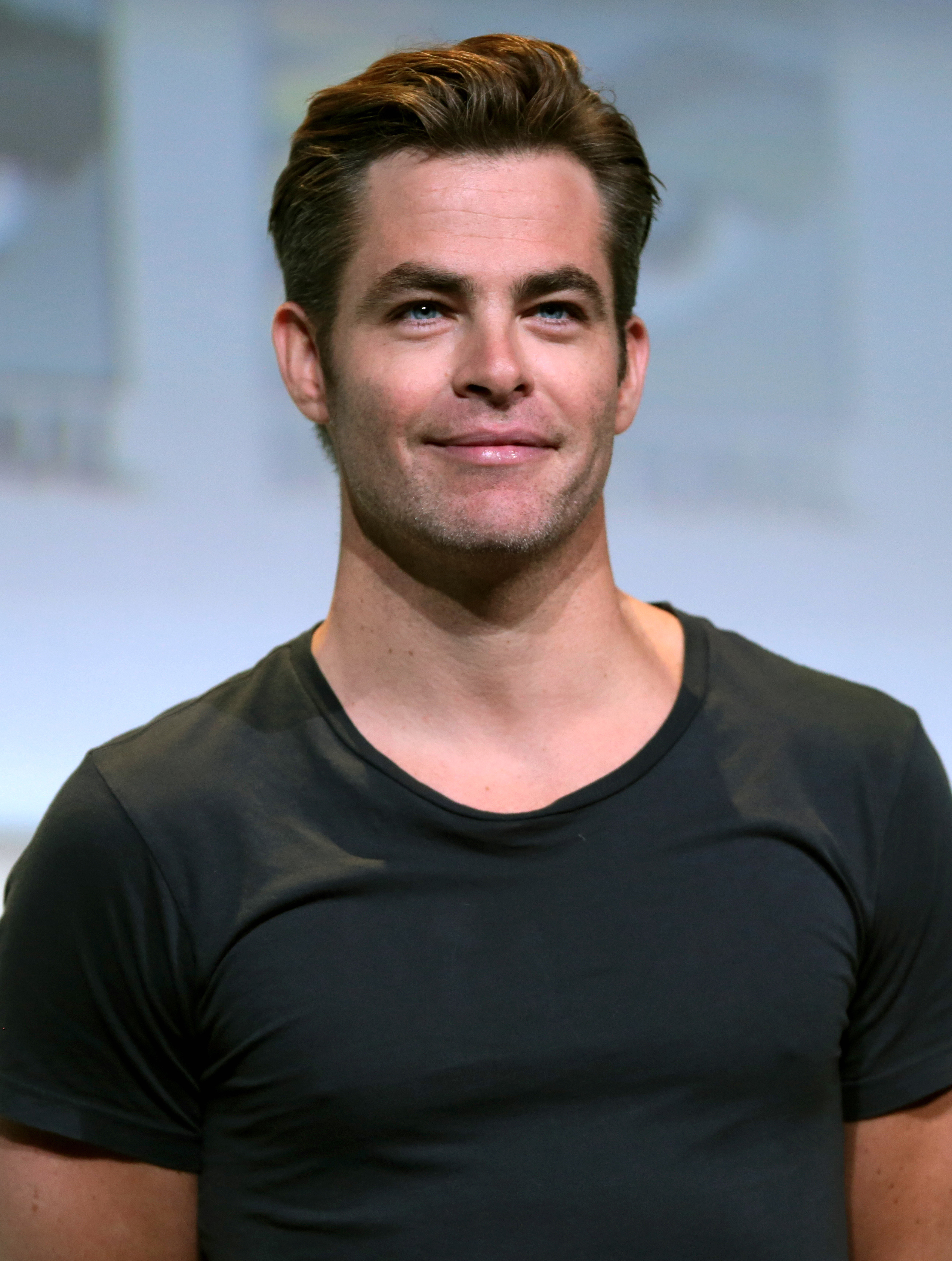
Chris Pine auf der Comic-Con (2016)

Christopher Whitelaw Pine (* 26. August 1980 in Los Angeles, Kalifornien) ist ein US-amerikanischer Schauspieler und Synchronsprecher.

## Leben
Die Eltern von Chris Pine, Robert Pine und Gwynne Gilford, sind Schauspieler. Seine Großmutter mütterlicherseits, Anne Gwynne, war ebenfalls Schauspielerin. Chris Pine machte 2002 seinen Bachelor-Abschluss in Englisch an der University of California, Berkeley. Im Rahmen des Studiums absolvierte er ein Auslandsjahr an der University of Leeds. Er studierte außerdem am American Conservatory Theater in San Francisco.
Er gab sein Debüt vor der Kamera im Jahr 2003 in einer Folge der Fernsehserie Emergency Room – Die Notaufnahme. Seine erste Kinorolle hatte er in der Komödie Plötzlich Prinzessin 2 (2004) von Garry Marshall an der Seite von Anne Hathaway, Julie Andrews und Hector Elizondo. In dem Thriller Confession (2005) übernahm er eine der Hauptrollen, während sein Vater Robert Pine in einer Nebenrolle auftrat. In der Komödie Zum Glück geküsst (2006) spielten Lindsay Lohan und er die Hauptrollen.
Im Reboot von Star Trek unter der Regie von J. J. Abrams übernahm Pine 2009 die Hauptrolle des jungen James T. Kirk, der bisher von William Shatner verkörpert worden war. Er wiederholte diese Rolle in den Fortsetzungen Star Trek Into Darkness (2013) und Star Trek Beyond (2016).
Im Thriller Unstoppable – Außer Kontrolle (2010) von Tony Scott spielte er den jungen Kollegen eines von Denzel Washington verkörperten Lokomotivführers. Die beiden versuchen einen führerlosen Zug mit giftigen Chemikalien zu stoppen.
2014 spielte er an der Seite von Meryl Streep, Emily Blunt und Johnny Depp im Musicalfilm Into the Woods. Im selben Jahr übernahm er die Rolle des Jack Ryan in Jack Ryan: Shadow Recruit. Für seine überzeugende Darstellung eines Mitglieds der Rettungsmannschaft in The Finest Hours wurde Chris Pine am 28. Januar 2016 im Rahmen der Premiere des Films in Boston von der örtlichen Küstenwache zum Coast Guard Chief ehrenhalber ernannt. Am 14. Juli 2016 erhielt er seine erste Emmy-Nominierung in der Kategorie Outstanding Character Voice-Over Performance für die Serie SuperMansion.
Im hochgelobten Neo-Western Hell or High Water (2016) spielten er und Ben Foster zwei Brüder, die mehrere Banken überfallen. Der Film wurde 2017 für vier Oscars nominiert.
2017 verkörperte er neben Gal Gadot und Robin Wright die Rolle des Steve Trevor im DC-Film Wonder Woman. Die Rolle übernahm er erneut in der Fortsetzung Wonder Woman 1984 (2020).
Im 2023 erschienen Fantasy-Actionfilm Dungeons & Dragons: Ehre unter Dieben, der auf dem Pen-&-Paper-Rollenspiel Dungeons & Dragons basiert, spielte er die Hauptrolle des charismatischen Barden und Diebs Edgin Darvis.
Neben der Arbeit vor der Kamera spielt Pine auch regelmäßig Theater. Im Sommer 2002 spielte er in zwei Produktionen beim Williamstown Theatre Festival in Massachusetts. 2006 war er in dem Einpersonenstück The Atheist am Center Stage in New York zu sehen. Am Geffen Playhouse in Los Angeles spielte er 2007 in dem Stück Fat Pig.
2009 spielte er erneut am Geffen Playhouse in dem Theaterstück Farragut North. 2010 spielte er in dem Stück The Lieutenant of Inishmore am Mark Taper Forum in Los Angeles, wofür er einen Los Angeles Drama Critics Circle Award erhielt. Er ist neben vielen anderen Stars im Musikvideo zu Paul McCartneys Song Queenie Eye zu sehen. Pine ist auf Barbra Streisands 2016 erschienenem Album Encore: Movie Partners Sing Broadway als Duettpartner zu hören.
2023 gab Pine mit Poolman seine Debüt als Regisseur, er übernahm zudem die Hauptrolle und war am Drehbuch beteiligt. Seit 2019 tritt er auch als Ausführender Produzent für Film und Fernsehen in Erscheinung.
Seit 2014 ist er das Gesicht der Werbekampagne für den Duft Armani Code.
Seit Star Trek ist Nico Sablik seine feste deutsche Synchronstimme.

## Filmografie (Auswahl)

### Filme
- 2004: Plötzlich Prinzessin 2 (The Princess Diaries 2: Royal Engagement)
- 2005: The Bulls (Kurzfilm)
- 2005: Deadly Secrets (Confession)
- 2006: Zum Glück geküsst (Just My Luck)
- 2006: Blind Dating
- 2006: Surrender, Dorothy (Fernsehfilm)
- 2007: Smokin’ Aces
- 2008: Bottle Shock
- 2009: Star Trek
- 2009: Carriers
- 2010: Good Morning, Pennsylvania! (Small Town Saturday Night)
- 2010: Quantum Quest: A Cassini Space Odyssey (Stimme von Dave)
- 2010: Unstoppable – Außer Kontrolle (Unstoppable)
- 2012: Celeste & Jesse (Celeste & Jesse Forever)
- 2012: Das gibt Ärger (This Means War)
- 2012: Zeit zu leben (People Like Us)
- 2012: Die Hüter des Lichts (Rise of the Guardians, Stimme von Jack Frost)
- 2013: Star Trek Into Darkness
- 2014: Jack Ryan: Shadow Recruit
- 2014: Kill the Boss 2 (Horrible Bosses 2)
- 2014: Stretch
- 2014: Into the Woods
- 2015: Z for Zachariah – Das letzte Kapitel der Menschheit (Z for Zachariah)
- 2016: The Finest Hours
- 2016: Star Trek Beyond
- 2016: Hell or High Water
- 2017: Wonder Woman
- 2018: Das Zeiträtsel (A Wrinkle in Time)
- 2018: Outlaw King
- 2018: Spider-Man: A New Universe (Spider-Man: Into the Spider-Verse, Stimme)
- 2020: Wonder Woman 1984
- 2022: The Contractor
- 2022: Der Anruf (All The Old Knives)
- 2022: Don’t Worry Darling
- 2023: Dungeons & Dragons: Ehre unter Dieben (Dungeons & Dragons: Honor Among Thieves)
- 2023: Poolman (auch Regie)
- 2023: Wish (Stimme von König Magnifico)

### Serien
- 2003: Emergency Room – Die Notaufnahme (ER, eine Folge)
- 2003: CSI: Miami (eine Folge)
- 2003: The Guardian – Retter mit Herz (The Guardian, eine Folge)
- 2004: American Dreams (eine Folge)
- 2005: Six Feet Under – Gestorben wird immer (Six Feet Under, eine Folge)
- 2014, 2019: Robot Chicken (Stimme, 2 Folgen)
- 2015: Wet Hot American Summer: First Day of Camp (5 Folgen)
- 2015–2018: SuperMansion (24 Folgen, Stimme von Robo-Dino)
- 2017: Angie Tribeca (3 Folgen)
- 2017: Wet Hot American Summer: 10 Jahre später (Wet Hot American Summer: Ten Years Later, 4 Folgen)
- 2019: I Am the Night (6 Folgen)
- 2019: American Dad (Stimme, eine Folge)

## Auszeichnungen
2009:
- Boston Society of Film Critics Award, Best Ensemble Cast für Star Trek
- Scream Award, Best Actor in a Science Fiction Movie or TV Show für Star Trek
- Denver Film Critics Society Award, Best Acting Ensemble für Star Trek[15]
- ShoWest Award, Male Star of Tomorrow[16]

2010:
- Los Angeles Drama Critics Circle Award, Lead Performance für The Lieutenant of Inishmore

2013:
- CinemaCon Award, Male Star of the Year[17]

2014:
- Satellite Award, Best Ensemble, Motion Picture für Into the Woods